# Volontaires de Takasago

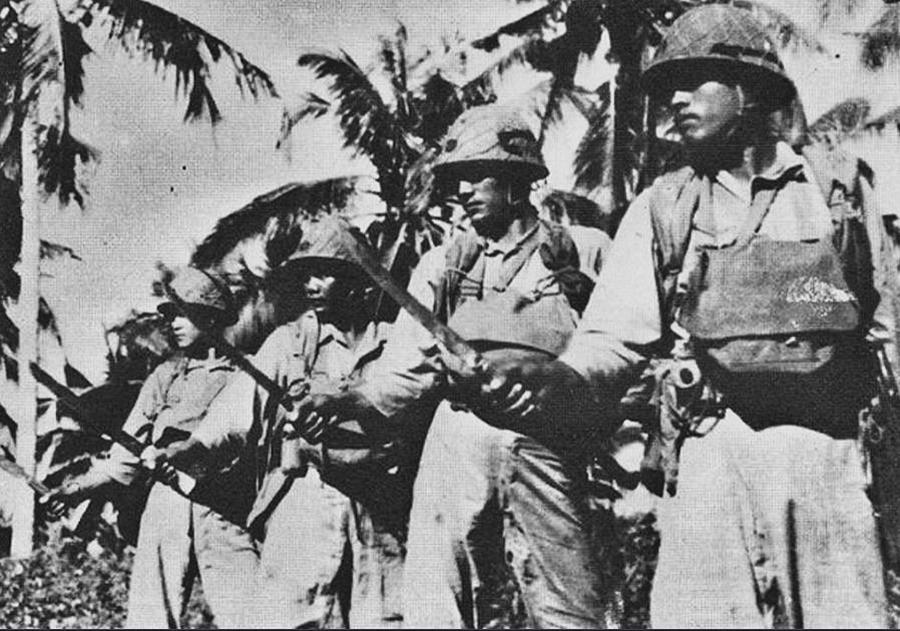
Volontaires de Takasago

Juste après le commencement de la guerre sino-japonaise en 1937, les Japonais enrôlèrent des Taïwanais pour combattre dans l’armée impériale japonaise, 80 000 furent enrôlés en tant que combattant et près de 130 000 participèrent en tant qu’auxiliaires. 30 000 Taïwanais moururent sous le drapeau japonais.
Les volontaires de Takasago (高砂義勇隊) furent formés en 1942, ils étaient composés d'aborigènes de Taïwan. Entre 1942 et 1945 il y eut entre 4 000 et 8 000 volontaires de Takasago selon les estimations. Huit groupes furent formés et furent envoyés au combat entre mars 1942 et 1945 durant la guerre du Pacifique. Le premier bataillon comprenait 500 hommes et fut envoyé aux Philippines. 
Ils furent employés en tant qu’éclaireurs dans la jungle et étaient considérés comme parmi les meilleures unités dans le pacifique sud.
En 1974 on retrouva dans la jungle de l’île de Morotai en Indonésie celui qu’on appela le dernier soldat japonais à se rendre. C’était en fait un aborigène de Taïwan de la Tribu des Amis qui avait été enrôlé dans les « volontaires de Takasago » pour combattre dans les mers du sud pour l’armée impériale japonaise. De son vrai nom Attun Palalin, il fut incorporé sous le nom japonais de Teruo Nakamura. Après son retour à Taïwan, et du fait de la politique de sinisation menée par le Kuomintang, il dut prendre le nom chinois de « Li Kuang-hui » (également retranscrit « Lee Guang-Hui », chinois: 李光輝).